# Cig Harvey
Cig Harvey est une photographe britannique née en 1973 dans le Devon, comté du sud-ouest de l'Angleterre.
Son travail s'articule autour d’une certaine forme de fragilité.
Reconnue internationalement, elle a remporté en 2018 le prix Virginia, qui récompense l’œuvre d’une femme photographe, avec sa série You an Orchestra You a Bomb et a publié plusieurs livres.

## Biographie

### Jeunesse
Cig Harvey est née dans le comté de Devon, dans le sud-ouest de l'Angleterre. Elle y grandit et se passionne très tôt pour la photographie, notamment grâce aux portfolios publiés par The Independent dans son édition du dimanche. À treize ans, elle développe ses premières photos dans un laboratoire communautaire. Elle passe un Master of Fine Arts au Rockport College et est sélectionnée par Photo District News parmi les 30 photographes émergents en 2005.

### Carrière professionnelle
En 2015 elle est victime d'un grave accident de voiture qui affecte son travail, lui apportant une « conscience aiguë de la fragilité ».
En 2018, elle est lauréate du prix Virginia qui récompense, tous les deux ans, l’œuvre d’une femme photographe. Sa série tirée du livre You an Orchestra You a Bomb (Toi, un orchestre, toi, une bombe en français) publié chez Schilt Publishing, traite de sa relation à la vie à la suite de son accident. Elle y saisit des instants avec une rare justesse. Pour elle, « L’objectif est de faire du quotidien des icônes et de considérer la vie à la frontière entre magie et désastre. Que la vie puisse basculer en un instant me sidère ; une autre façon d’avoir… le souffle coupé. » Elle avait déjà été finaliste du prix en 2012, remporté par Liz Hingley.
En 2019, le musée d'Ogunquit dans le Maine lui consacre une rétrospective comprenant 70 photographies, des vidéos, des néons et pièces écrites.
En 2020, elle participe au projet Still Lives du New York Times. Le quotidien invite treize photographes américains à documenter et partager leur vision de la pandémie de Covid-19.
En 2021, elle est récompensée par le Farnsworth Art Museum pour sa contribution à la valorisation du Maine dans l'art américain.
Elle réside aux États-Unis.

## Exposition majeure
- 2019 : Eating Flowers: Sensations of Cig Harvey, rétrospective au Ogunquit Museum of American Art

## Distinctions
- 2012 : finaliste du prix Virginia
- 2018 : lauréate du prix Virginia
- 2021 : lauréate du Farnsworth’s Maine in America Award